# Sorrento
Sorrento er en kystby beliggende syd for Napoli i Syditalien.
Sorrento, som er hovedbyen på Den Sorrentiske Halvø og Amalfikysten, tæller godt 17.000 indbyggere fordelt på et samlet areal på 9,9 km.
Byen er et meget populært feriemål, især for tyske, amerikanske og engelske turister. I sommerhalvåret stiger det samlede indbyggertal til over 125.000 på grund af den udbredte turisme, som den lokale befolkning i høj grad lever af. Det var her, Ibsen fuldførte sine skuespil Peer Gynt og Gengangere. Goethe, Byron, Stendhal, Dickens, Wagner, Liszt, Rossini, Caruso og Pavarotti er blandt de mange besøgende.
Sorrento ligger tæt på seværdigheder som Pompeji, Vesuv, øerne Capri og Ischia, kongeslottet i Caserta, Amalfi og Herculaneum.
I Sorrento fremstilles den særlige sorrentinske likør limoncello, som er lavet af egnens citroner.

## Historie
Historikeren Diodorus Siculus påstod, at Sorrento blev grundlagt af folkegruppen ausoni, ledet af kong Liparos, der var søn af Odysseus og heksen Kirke. Dermed er vi tilbage i Homers mytiske verden, og de gamle romere mente da også, at byens navn betød "Sirenernes land", fordi byens græske navn var Syrrention. Det kom dog mest sandsynligt fra det græske verb syrreo (= at flyde sammen), da Sorrento lå mellem to floder, der løb ud i havet her.  Geografen Strabo skrev om stedet: "Ikke langt fra Pompeji ligger Surrentum, en by i Campania, kendetegnet ved Athenes helligdom, bygget af Odysseus selv, beliggende på "Sirenernes odde"."  Ifølge Homer kom Odysseus hertil fra Troja.
Ved indsejlingen til Sorrento lå der et gammelt tempel-fyrtårn, ligesom på Lindos og Kap Sounion udenfor Athen. Da man i 1990 foretog udgravninger af området her, fandt man en mængde skår efter knuste drikkebægre. Man gætter på, at søfolk har drukket et offer til Athene, som tak for at være kommet trygt rundt om odden. På 800-tallet f.Kr var området blevet koloniseret af grækere fra Evboia nær Athen, og de tog sin gudinde med i det fremmede. De må have drevet en udstrakt handelsvirksomhed, for mønter fra Syd-Frankrig er fundet i Sorrento. To levn fra græsk tid præger stadigvæk byen: Rester af den græske bymur i vulkansk sten, der ikke blev fornyet før i 1551, og dagens vejnet, hvor man bevæger sig på gader, der blev anlagt af grækerne. Den ene af de fem byporte hedder stadigvæk Porta Greco. Gadeplanen, med rette gader øst-vest, blev bevaret af samnitterne, der overtog efter grækerne i 420 f.Kr, og senere romerne. Under samnitterne hørte Sorrento ligesom Stabiae til Nocera-forbundet. Da her ikke blev slået lokal mønt, har det ikke været nogen selvstændig by. I 90 f.Kr måtte samnitterne give tabt for romerne. Sullas general Papius Multius lagde Stabiae i ruiner og undertvang Surrentum, og begyndte året efter den romerske kolonisering. Ligesom i Pompeji tildelte han romerske veteraner lokale ejendomme. Flere veteraner fulgte under Augustus. Egnen virkede forlokkende også på romerske rigfolk, og snart begyndte luksusvillaer at rejse sig. 
Den verdenskendte napolitanske sang Torna a Surriento (dansk: Kom tilbage til Sorrento) blev komponeret i 1902 i Sorrento af brødrene Giambattista og Ernesto De Curtis, til ære for den daværende italienske premierminister Giuseppe Zanardelli og hans officielle besøg i byen.
Historisk set er Sorrento et len (lensbaroni), der siden 1400-tallet har tilhørt adelsslægten Tramontano-baronerne. Sorrento var en del af Kongeriget Napoli, der omfattede det sydlige Italien og Sicilien. Efter Italiens samling i 1800-tallet blev Sorrento en selvstændig kommune med demokratisk styreform.